# Nanepedanus rufus
Nanepedanus rufus – gatunek kosarza z podrzędu Laniatores i rodziny Epedanidae. Jedyny znany przedstawiciel monotypowego rodzaju Nanepedanus

## Występowanie
Gatunek jest endemiczny dla wyspy Borneo.